# Třída Mameli
Třída Mameli byla třída středních ponorek italského královského námořnictva. Celkem byly postaveny čtyři jednotky této třídy. Ve službě v italském námořnictvu byly v letech 1929–1948. Jedna byla zničena za druhé světové války. Byly to první italské ponorky postavené po skončení první světové války.

## Stavba
Ponorky konstrukčně vycházely z německých prvoválečných ponorek získaných Itálií v rámci reparací. Postavila je italská loděnice Tosi v Tarentu. Do služby byly přijaty roku 1929.
Jednotky třídy Mameli:
| Jméno                           | Založení kýlu | Spuštěna         | Vstup do služby | Poznámky                                                                        |
| ------------------------------- | ------------- | ---------------- | --------------- | ------------------------------------------------------------------------------- |
| Pier Capponi                    | 1925          | 19. června 1927  | leden 1929      | Dne 31. března 1941 u ostrova Stromboli potopena britskou ponorkou HMS Rorqual. |
| Giovanni da Procida             | 1925          | 1. dubna 1928    | leden 1929      | Vyřazena 1948.                                                                  |
| Goffredo Mameli (ex Masaniello) | 1925          | 9. prosince 1926 | leden 1929      | Vyřazena 1948.                                                                  |
| Tito Speri                      | 1925          | 25. května 1928  | srpen 1929      | Vyřazena 1948.                                                                  |

## Konstrukce
Ponorky nesly čtyři příďové a dva záďové 533mm torpédomety se zásobou 10 torpéd. Nové nabítí během plavby umožňovaly pouze přední torpédomety. Dále nesly jeden 102mm kanón a dva 13,2mm kulomety. Pohonný systém tvořily dva diesely Tosi o výkonu 3000 bhp a dva elektromotory CGE o výkonu 1100 bhp, pohánějící dva lodní šrouby. Nejvyšší rychlost dosahovala 15 uzlů na hladině a 7,5 uzlu pod hladinou. Dosah byl 3500 námořních mil při rychlosti 8 uzlu na hladině a 65 námořních mil při rychlosti 4 uzly pod hladinou. Operační hloubka ponoru dosahovala 100 metrů.

### Modifikace
Kvůli nedostatečné stabilitě ponorek byly na jejich boky dodatečně instalovány výdutě. Vedlo to ke snížení rychlosti ze 17,2 na 15 uzlů na hladině a ze 7,7 na 7,25 uzlu pod hladinou. Roku 1942 dostaly tři přeživší ponorky nové diesely Tosi o výkonu 4000 bhp. Jejich rychlost na hladině se díky tomu zvýšila na 17 uzlů.